# رودريغو غونثالث دي لارا
رودريغو غونثالث دي لارا (1078–1143) نبيل قشتالي من أسرة لارا. حكم في شبابه نصف منطقة أشتورية الخاضعة للتاج القشتالي، وكان مخلصًا في ولائه للتاج القشتالي في عهد أوراكا ملكة قشتالة التي تزوج هو نفسه من أختها غير الشقيقة، فمكّنته من حكم أجزاء واسعة من مملكة قشتالة. قاد رودريغو مع شقيقه الأكبر بيدرو غونثالث دي لارا تمردًا على حكم ألفونسو السابع ملك قشتالة سنة 1130م، وتعرّض للنفي في سنة 1137م. تولى رودريغو قيادة بعض الحملات ضد المسلمين في الأندلس — أسهب في وصفها تأريخ Chronica Adefonsi imperatoris الذي كُتب في زمانه — كما شارك في حملتين صليبيتين، ومات في فلسطين.